# 奧塔卡·舍夫契克
奧塔卡·舍夫契克（捷克語：Otakar Ševčík，1852年3月22日—1934年1月18日），捷克小提琴家、教育者。生前曾從事獨奏、室內樂演奏（曾與欧仁·伊萨伊合演），身後則以鑽研小提琴進階演奏技巧的教材為人所熟知。

## 生平
舍夫契克出生於奧匈帝國轄下的霍拉日焦維采（波西米亞地區，今屬捷克所有），其父是村落學校的校長，啟蒙了舍夫契克的音樂教育。在布拉格音樂院，舍夫契克師從Antonín Bennewitz以及漢斯·希特。期間由於一場疫病的後遺症影響，使得他必須摘除左眼球。1870年起，舍夫契克在萨尔茨堡莫扎特大学任教，並擔任樂團首席。1873年後，他陸續任職於布拉格臨時劇院（今布拉格國家劇院）、維也納環形劇場等劇院。1875年起任職於基輔俄羅斯音樂協會，迄1892年止。
1892年，舍夫契克返回布拉格，領導布拉格音樂院的小提琴部門，迄1906年止。1909年他轉往維也納帝國音樂學院（今维也纳音乐与表演艺术大学），在當地任職至1918年止，而後再次重返布拉格。1922至1932年間，舍夫契克曾四次訪問美國從事教學，從而建立起國際性的名聲。
舍夫契克逝世於皮塞克。

## 作品
舍夫契克在小提琴演奏技術方面的系統性方法，皆有正式出版的紀錄，現時已成為小提琴領域重要的教學材料，被用於小提琴演奏養成的基礎階段。這些作品包括了：
- 《小小舍夫契克》（The Little Ševčík），針對半音的149項練習
- 《小提琴技巧學院》（School of Violin Technics）四冊，1880年

此外，舍夫契克曾特別針對重要的小提琴協奏曲作品撰寫分析，輔以專門的練習指導，這部分的作品則有：
- 維尼奧夫斯基第2號小提琴協奏曲的詳盡練習，作品第17號
- 勃拉姆斯小提琴協奏曲的分析與練習，作品第18號
- 柴可夫斯基小提琴協奏曲的分析與練習，作品第19號
- 帕格尼尼第1號小提琴協奏曲的詳盡練習與分析，作品第20號
- 門德爾松小提琴協奏曲的分析與練習，作品第21號

## 外部連結
- 奧塔卡·舍夫契克的免费乐谱，由国际乐谱典藏计划提供